# Svastra atripes
Svastra atripes är en biart som först beskrevs av Cresson 1872.  Svastra atripes ingår i släktet Svastra och familjen långtungebin.

## Underarter
Arten delas in i följande underarter:
- S. a. atrimitra
- S. a. atripes
- S. a. georgica

## Bildgalleri

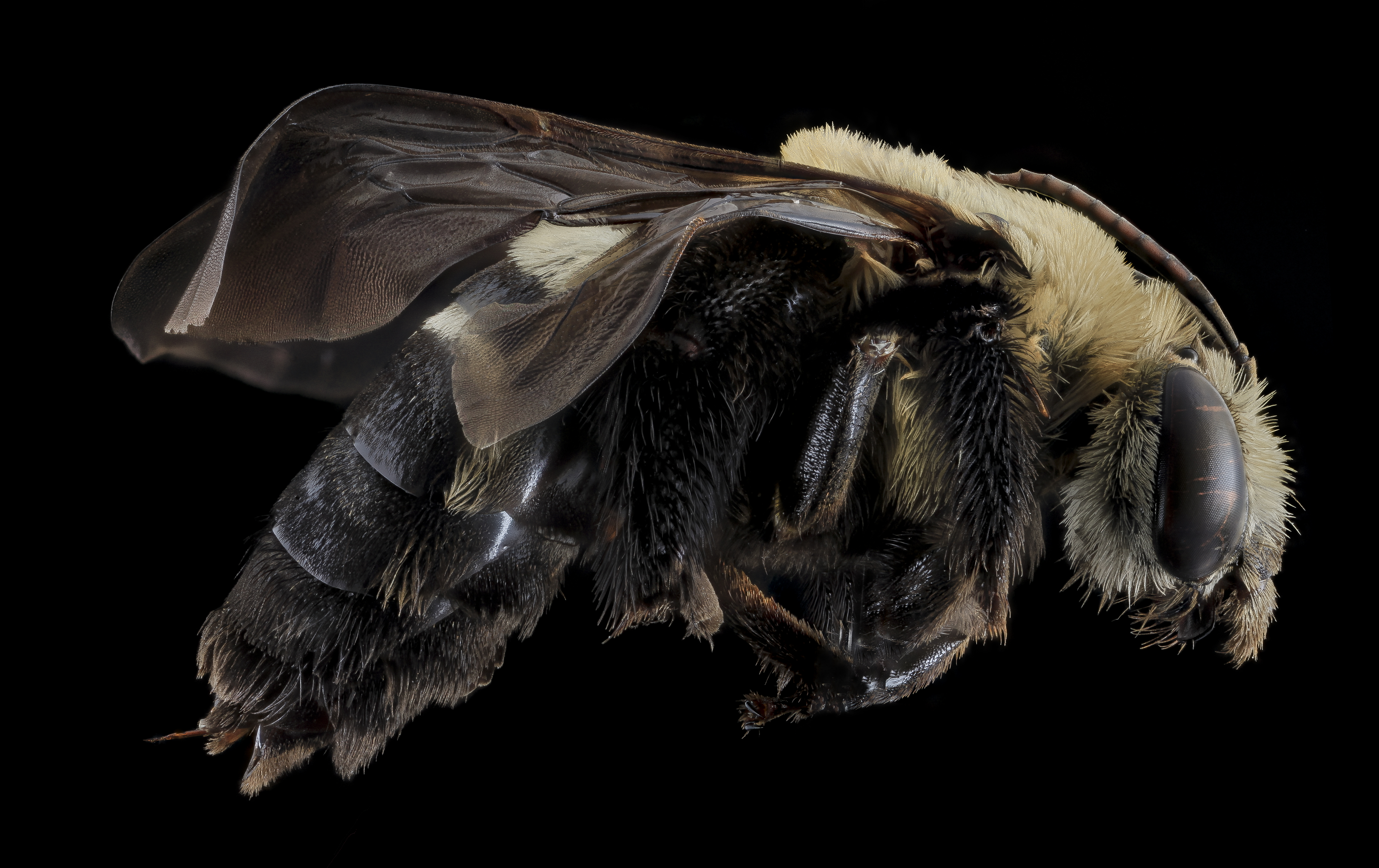